# ناحية نوى
ناحية نوى إحدى نواحي سوريا تتبع إداريّاً لمحافظة درعا منطقة إزرع ومركزها مدينة نوى، بلغ تعداد سكان الناحية 57,404 نسمة حسب التعداد السكاني لعام 2004.

## بلدات وقرى ناحية نوى
عدوان، الجبيلية، الناصرية، نوى، الشيخ سعد، السكرية.